# Kurt Brennecke
Kurt Brennecke (* 16. Dezember 1891 in Ringelheim; † 30. Dezember 1982 in Bonn) war ein deutscher General der Infanterie im Zweiten Weltkrieg.

## Leben
Brennecke trat am 18. Februar 1910 als Fahnenjunker in das Infanterie-Regiment „Prinz Friedrich der Niederlande“ (2. Westfälisches) Nr. 15 der Preußischen Armee ein. Dort wurde er am 18. August 1910 zum Leutnant befördert und als solcher am 1. April 1914 zum Adjutant des II. Bataillons ernannt. In dieser Stellung kam Brennecke nach Ausbruch des Ersten Weltkriegs ins Feld und wurde bei den Kämpfen an der Westfront in Frankreich am 18. Oktober 1914 verwundet. Nach Lazarettaufenthalt und Gesundung kehrte er zu seinem Regiment an die Front zurück und wurde vom 2. Juni 1915 bis 3. Oktober 1916 als Regimentsadjutant verwendet. Anschließend wurde Brennecke Adjutant der 26. Infanterie-Brigade, war ab Mitte Juni 1918 Ordonnanzoffizier beim Armeeoberkommando 2 und avancierte am 18. August 1918 zum Hauptmann. Kurz vor dem Kriegsende erhielt er am 1. November 1918 bei dem am Drisvisty-See in Litauen eingesetzten Infanterie-Regiment Nr. 353 noch ein Feldkommando als Bataillonskommandeur. Für sein Wirken während des Krieges wurde Brennecke neben beiden Klassen des Eisernen Kreuzes das Verwundetenabzeichen in Schwarz, den Bayerischen Militärverdienstorden IV. Klasse, das Lippische Kriegsverdienstkreuz sowie das Kreuz für treue Dienste verliehen.
Nach Kriegsende trat er in die neue Reichswehr über und diente im Infanterie-Regiment 17 in Braunschweig, wo er Anfang März 1923 zum Kompaniechef ernannt wurde. Nach einjähriger Versetzung zum 2. Kavallerie-Regiment und gleichzeitiger Kommandierung zum Orientalischen Seminar in Berlin wurde er am 1. Oktober 1925 Fürsorgeoffizier beim Stab der 2. Division nach Stettin versetzt. Am 1. Januar 1929 zum Major ernannt, folgte am 1. Oktober 1930 seine Versetzung in das Reichswehrministerium nach Berlin. In der dortigen Ausbildungsabteilung IV wurde er am 1. April 1933 zum Oberstleutnant befördert. Am 1. Januar 1934 wurde er in der neuen Wehrmacht zum Kommandeur der 2. Kraftfahr-Abteilung ernannt und am 1. April 1935 zum Oberst befördert. Am 1. Juni 1935 wurde er zum Generalstabschef im Wehrkreis VII (München) ernannt, übernahm im Herbst 1938 die gleiche Position beim Heerestruppenkommando 6 in Hannover und wurde am 1. August 1939 zum Generalmajor befördert.
Zu Beginn des Zweiten Weltkrieges wurde er mit der Mobilmachung am 26. August 1939 zum Chef des Stabes der 4. Armee ernannt, welche am Überfall auf Polen teilnahm. Am 1. August 1940 folgte seine Beförderung zum Generalleutnant und am 25. Oktober 1940 wurde er zum Chef des Generalstabes der im Westen eingesetzten Heeresgruppe C ernannt. Am 22. Juni 1941, bei Beginn des Deutsch-Sowjetischen Krieges war Generalmajor Brennecke Chef des Stabes der Heeresgruppe Nord. Ab 18. Januar 1942 befand Brennecke sich für einen Monat in der Führerreserve, wurde zwischenzeitlich am 1. Februar 1942 zum General der Infanterie befördert und dann zum Kommandierenden General des XXXXIII. Armeekorps der 9. Armee ernannt. In dieser Eigenschaft erhielt er am 12. Juli 1942 das Ritterkreuz des Eisernen Kreuzes. Am 26. Januar 1943 wurde Brennecke von seinem Posten abgelöst und ein weiteres Mal in die Führerreserve versetzt. Er war dann ab 15. Juni 1943 bis Kriegsende als Kommandeur der Lehrgänge für Divisionskommandeure und Kommandierende Generale in Berlin, Döberitz, Hirschberg, Neustadt an der Saale und Bad Wiessee tätig.
Ab 8. Mai 1945 befand er sich in US-amerikanischer Kriegsgefangenschaft, aus der er im März 1948 entlassen wurde.
Von Juli 1955 bis 1956 war Brennecke Mitglied des Personalgutachterausschusses für die neue Bundeswehr und wurde mit dem Großen Verdienstkreuz des Verdienstordens der Bundesrepublik Deutschland ausgezeichnet.